# Campeonato de la AFF de Futsal
El Campeonato de la AFF de Futsal (o Campeonato de la ASEAN de futsal) es una competición internacional de fútbol sala de las naciones del sudeste asiático. Está organizada por la Federación de Fútbol de la ASEAN (AFF). Se celebró por primera vez en 2001. Se celebrava a cada dos años hasta 2005, cuando se convirtió en una competición anual.

## Palmarés
| 2001  | Malasia   | Tailandia | 12-1       | Singapur  | Malasia   | No hubo partido       | Brunéi         |
| 2003  | Malasia   | Tailandia | 4-0        | Malasia   | Indonesia | 5-3                   | Camboya        |
| 2005  | Tailandia | Tailandia | 5-1        | Malasia   | Indonesia | 7-1                   | Brunéi         |
| 2006  | Tailandia | Tailandia | 10-3       | Indonesia | Birmania  | 10-2                  | Camboya        |
| 2007  | Tailandia | Tailandia | 7-1        | Australia | Malasia   | 6−6 (pro.) (3-1 pen.) | Vietnam        |
| 2008  | Tailandia | Tailandia | 5-1        | Indonesia | Malasia   | 8-2                   | Brunéi         |
| 2009  | Vietnam   | Tailandia | 4-1        | Vietnam   | Indonesia | 4-3                   | Filipinas      |
| 2010  | Vietnam   | Indonesia | 5-0        | Malasia   | Vietnam   | No hubo partido       | Filipinas      |
| 2011  | Indonesia | Cancelado | Cancelado  | Cancelado | Cancelado | Cancelado             | Cancelado      |
| 2012  | Tailandia | Tailandia | 9-4        | Vietnam   | Indonesia | 4-2                   | Malasia        |
| 2013  | Tailandia | Tailandia | 2-1        | Australia | Vietnam   | 7-3                   | Indonesia      |
| 2014  | Malasia   | Tailandia | 6-0        | Australia | Vietnam   | 2-2 (pro.) (5-3 pen.) | Indonesia      |
| 2015  | Tailandia | Tailandia | 5-3        | Australia | Malasia   | 6-5                   | Vietnam        |
| 2016* | Tailandia | Tailandia | 8-1        | Birmania  | Malasia   | 8-1                   | Timor Oriental |
| 2017  | Vietnam   | Tailandia | 4−3 (pro.) | Malasia   | Birmania  | 2-2 (4-3 pen.)        | Vietnam        |
| 2018  | Indonesia |           |            |           |           |                       |                |
| 2019  | Vietnam   |           |            |           |           |                       |                |

## Títulos por país
| País           | Campeón                                                                                   | Subcampeón                  | Tercer lugar                      | Cuarto lugar          |
| -------------- | ----------------------------------------------------------------------------------------- | --------------------------- | --------------------------------- | --------------------- |
| Tailandia      | 13 (2001, 2003, 2005*, 2006*, 2007*, 2008*, 2009, 2012*, 2013*, 2014, 2015*, 2016*, 2017) |                             |                                   |                       |
| Indonesia      | 1 (2010)                                                                                  | 2 (2006, 2008)              | 4 (2003, 2005, 2009, 2012)        | 2 (2013, 2014)        |
| Malasia        |                                                                                           | 4 (2003*, 2005, 2010, 2017) | 5 (2001*, 2007, 2008, 2015, 2016) | 1 (2012)              |
| Australia      |                                                                                           | 4 (2007, 2013, 2014, 2015)  |                                   |                       |
| Vietnam        |                                                                                           | 2 (2009*, 2012)             | 3 (2010*, 2013, 2014)             | 3 (2007, 2015, 2017*) |
| Birmania       |                                                                                           | 1 (2016)                    | 2 (2006, 2017)                    |                       |
| Singapur       |                                                                                           | 1 (2001)                    |                                   |                       |
| Brunéi         |                                                                                           |                             |                                   | 3 (2001, 2005, 2008)  |
| Camboya        |                                                                                           |                             |                                   | 2 (2003, 2006)        |
| Filipinas      |                                                                                           |                             |                                   | 2 (2009, 2010)        |
| Timor Oriental |                                                                                           |                             |                                   | 1 (2016)              |